# Graf Carl-Gabriel von Gudenus
Graf Carl-Gabriel von Gudenus (10 de Outubro de 1920 - ) foi um comandante de U-Boot que serviu na Kriegsmarine durante a Segunda Guerra Mundial.